# Bakonyszombathely, Komárom-Esztergom
Bakonyszombathely  este un sat în districtul Kisbér, județul Komárom-Esztergom, Ungaria, având o populație de 1.459 de locuitori (2011). 

## Demografie
Componența etnică a satului Bakonyszombathely
     Maghiari (97,79%)
     Romi (1,06%)
     Necunoscut (0,27%)
     Germani (0,88%)
     Alții (0,27%)
Componența confesională a satului Bakonyszombathely
     Romano-catolici (40,37%)
     Luterani (15,56%)
     Fără religie (5,96%)
     Reformați (4,59%)
     Atei (1,03%)
     Necunoscută (32,49%)
Conform recensământului din 2011, satul Bakonyszombathely avea 1.459 de locuitori. Din punct de vedere etnic, majoritatea locuitorilor (97,79%) erau maghiari, cu o minoritate de romi (1,06%). Apartenența etnică nu este cunoscută în cazul a 0,27% din locuitori. Nu există o religie majoritară, locuitorii fiind romano-catolici (40,37%), luterani (15,56%), persoane fără religie (5,96%), reformați (4,59%) și atei (1,03%). Pentru 32,49% din locuitori nu este cunoscută apartenența confesională.